# Mattihalli, Hangal
Mattihalli là một làng thuộc tehsil Hangal, huyện Haveri, bang Karnataka, Ấn Độ.